# Neopetrosia tenera
Neopetrosia tenera är en svampdjursart som först beskrevs av Carter 1887.  Neopetrosia tenera ingår i släktet Neopetrosia och familjen Petrosiidae.
Artens utbredningsområde är Myanmar. Inga underarter finns listade i Catalogue of Life.